# 蠍子和費里克斯
《蠍子和費里克斯》（德語：Skorpion und Felix）是卡爾·馬克思唯一創作的虛構喜劇故事，他在1837年寫的時候才19歲，而這作品則可能受到勞倫斯·斯特恩的《項狄傳》的影響。

## 外部連結
- Selection from the novel at Marxists Internet Archive （页面存档备份，存于）